# Сен-Жан-ле-Лонгюйон
Сен-Жан-ле-Лонгюйо́н (фр. Saint-Jean-lès-Longuyon) — коммуна во французском департаменте Мёрт и Мозель региона Лотарингия. Относится к  кантону Лонгюйон.

## География
Сен-Жан-ле-Лонгюйон расположен в 65 км к северо-западу от Меца, в 100 км к северо-западу от Нанси и в 15 км к западу от Лонгюйона. Соседние коммуны: Виллер-ле-Рон на северо-востоке, Пти-Файи на юго-востоке, Флассиньи на северо-западе. Находится на границе с департаментом Мёз.

## История
- В окрестностях коммуны находятся следы периода Меровингов.
- В 1955 году Ам-деван-Марвиль был объединён с Сен-Жаном и объединённая коммуна стала называться Сен-Жан-ле-Лонгюйон.

## Демография
Население коммуны на 2010 год составляло 400 человек.
| 1962 | 1968 | 1975 | 1982 | 1990 | 1999 | 2010 |
| ---- | ---- | ---- | ---- | ---- | ---- | ---- |
| 282  | 216  | 324  | 367  | 325  | 363  | 400  |

## Достопримечательности
- Церковь Сен-Мартен, неф XII века, хоры XIII века, позже перестраивалась.